# 大橋篤
大橋 篤（おおはし あつし　1980年1月29日 - ）は、日本のプロレスラー兼レフェリー。リングネームはフランク篤（フランクあつし）。

## 略歴
デビュー前はバンドでギターを担当しており、その後スーパーで働いていたが、2005年に大日本プロレスへ入門。元々プロレスラーを希望して入門したものの、体が小さく、選手として入団させる事に難色を示した団体側の意向で、レフェリーとして入団させた経緯がある。10月15日・足立区立六ツ木小学校横グラウンド特設リング大会・谷口裕一 vs 豹魔戦でレフェリーデビュー。2006年8月28日・札幌テイセンホール大会では、負傷した李日韓に代わって、初めて蛍光灯デスマッチを裁いた。元プロレスリング・ノアの平柳玄藩は高校時代の同級生にあたる。
入団後も本格デビューを目指して特訓し、2007年のBJW道場でのイベントで、1月には関本大介と、2月には井上勝正と試合を行う。そして5月20日桂スタジオ大会にてGENTAROとのタッグで念願のプロレスラーデビューを果たす。レスラーとして軽快な動きで活躍し、大会の前半では選手、後半はレフェリーとして出場することもある。当面はレフェリーと選手の両方で活動する方針。
2011年2月9日・紅白プロレス合戦 1stRING大会、第2試合「2代目大鷲透争奪戦コンテスト」に優勝、見事に2代目大鷲透を勝ち取り襲名している。
2013年には石川晋也・円華が組んだ「Team Heavy Metal」への参加を熱望し、大橋"HELL YEAH"篤として「伝説の悪徳レフェリー」こと阿部四郎を彷彿とさせるレフェリングをチームの望んでいない中で行なって周囲や団体を困らせたが、その合間にはフォークギターを持ってミュージシャンのアツシ・オーハシとしてリング上などで演奏する一面も見せた。
7月28日名古屋大会でヤンキー二丁拳銃vsバラモン兄弟とのBJW認定タッグ選手権試合をレフェリーをする。この試合は「大橋篤監修『お掃除デスマッチ』俺様が法律だ!」であった。大橋は途中タンスに閉じ込められたり墨汁をかけられるハプニングにあった。
同年11月7日の新木場1stRingでは横浜のフランクおじさんとして売店で販売しているフランクフルトを両手に掲げて登場し、そのまま試合を行なうパフォーマンスを見せ、2014年1月より正式にリングネームをフランク篤に改名した。
2014年4月27日、カラテバラモンと合同ライブカラバキ&フラバキロックフェスティバルを開催。この時ARABAKI ROCK FEST.が重なっていた。
2015年1月4日、新木場大会でちゃんこも販売していることから一日限定でリングネームをちゃんこ篤に改名。また同月フランク篤デザインの大日本プロレスのLINEスタンプが販売される。現在では3つのスタンプが販売されている。
3月8日、道場イベントでフランク篤デビュー10周年記念試合で岡林裕二とタッグを組み星野勘九郎&塚本拓海組と対戦。
5月18日、3月同様フランク篤デビュー10周年記念試合を行い石川修司とのシングルを行うも敗北。
2016年1月26日、大日にぎわいTHEATER横浜的・成人の儀式～Spare the rod and spoil the child.可愛い子には旅をさせよ～にて鈴木秀樹との一騎討ちを行い敗北。
2月22日、横浜にぎわい座大会で鈴木秀樹に6人タッグマッチでリマッチを挑むも鈴木のヘッドロックで敗れる。
6月29日、自身の新作のTシャツが後楽園ホール大会より発売。試合中にレフェリーシャツを脱ぎ新作のTシャツをアピールするがブーイングを食らう。さらにはバラモン兄弟の水攻撃を受けたほかヘラクレス千賀に顔を拭かれるなどされた上に破られた。7月3日の博多大会では色違いの白色のバージョンを披露した。
8月16日、大日本プロレス上野大会にて岡林裕二とシングルを行う。試合後に独身引退を宣言し付き合っている彼女にリング上でプロポーズを行い成功。結婚を発表した。
2017年より「大日にぎわいTHEATER」として行われていた横浜にぎわい座大会のプロデュースを自身が行うようになる。また同年の「ストロングJ」クラス創設からは選手としてどのカテゴリーにも属さす、スタッフ扱いとなっている。
2020年8月11日、9月いっぱいで休業することを発表。
9月24日、岡林裕二とのシングルマッチを最後に休業。

## 特徴
- 裁く試合によってはカウントを遅くしたり早くしたりするレフェリングをすることもある他、試合に乱入することも多い。
- フランク篤に改名後も大橋と呼ばれることが非常に多い。
- 大日本プロレスが開催する商店街プロレスで行われるちびっこプロレス教室で講師を務めている。
- 似顔絵を描くことが非常にうまいことから「画伯」と呼ばれており、似顔絵などは自身のブログに掲載をしている。

## 得意技
- オースイスープレックス
- 巨大なフランクフルト攻撃

試合中に抗議する選手にはリングアナウンサーが「体の一部である」とアナウンスしている。

## 入場曲
- Surfrider Association（ELLEGARDEN）
- Scream ※「大日本プロレス ミュージック・ファイル」収録

## タイトル歴
666
- 666認定きかんしゃ級王座